# Nguyễn Trung Khuyến
Nguyễn Trung Khuyến (sinh 1944) là một nhà tạp kỹ nổi tiếng người Việt Nam. Về âm nhạc, ông được biết với nghệ danh Bảo Thu, là một nhạc sĩ nhạc vàng danh tiếng trước năm 1975. Về ảo thuật, ông được biết với nghệ danh Nguyễn Khuyến, là một trong số ít ảo thuật gia Việt Nam có bằng Tiến sĩ Ảo thuật do Hiệp hội Ảo thuật gia quốc tế trao.

## Cuộc đời và sự nghiệp
Ông sinh ngày 19 tháng 2 năm 1944 tại Sài Gòn. Ông nội ông là Nguyễn Văn Hậu, hiệu Thuần Đức, còn gọi là Nguyễn Trung Hậu, là một nhà giáo, nhà báo, đồng thời cũng là một chức sắc cao cấp đạo Cao Đài với phẩm Bảo pháp. Cha ông là nhà báo Nguyễn Trung Ngôn, bút danh Tam Đức, thi sỹ Trực Thần đồng thời cũng là một chức sắc đạo Cao Đài với phẩm Hiền tài.
Sinh trưởng trong gia đình trí thức nhưng gia cảnh khó khăn, từ năm 8 tuổi, ông bắt đầu học nhạc lý và đàn mandolin với nhạc sĩ Văn Thủy. Năm 15 tuổi, ông được nhạc sĩ Lâm Tuyền dạy nhạc miễn phí và còn tặng cho cây đàn guitar.
Sớm biểu lộ tài năng trong lĩnh vực tạp kỹ, đặc biệt với bộ môn ảo thuật, từ năm 1959, ông thường đi theo làm thành viên dự bị và diễn ảo thuật cho ban nhạc Lâm Tuyền cùng Nguyễn Ánh 9, Duy Khiêm, Phùng Trọng... Năm 1960, với nghệ danh Nguyễn Khuyến, ông nổi tiếng là Thần đồng ảo thuật tại Việt Nam khi mới 16 tuổi. Trong khoảng thời gian này, ông học sử dụng nhiều loại nhạc cụ khác nhau như trống, guitar... Đặc biệt, ông được thọ giáo ngón đàn guitar của giáo sư - nhạc sĩ Hoàng Bửu, một bậc thầy về guitar flamenco.
Năm 1962, ông chính thức gia nhập Hội Ảo thuật Pháp quốc (Association Française des Artistes Prestidigitateurs - A.F.A.P.) tại Paris. Năm 1963, ông trúng tuyển kỳ thi bằng Giáo sư Ảo thuật của trường QTAT "École International de la Magie". Tại đây, ông được thụ giáo tiết mục Hóa chim bồ câu và Xòe bài từ ảo thuật gia quốc tế Channing Pollock. Năm 1964, ông được Hội Ảo thuật gia Việt Nam Cộng hòa bầu làm Đại biểu chính thức của bộ môn Ảo thuật tại Việt Nam theo chức nhận số 26.8/64 có công chứng. Ông là người đầu tiên và duy nhất cho đến nay nhận được vinh dự này.

Bảo Thu khi viết bài Hoa Không Gian năm 1969.

Cũng trong năm 1964, ông bắt đầu sáng tác nhạc và giới thiệu nhạc phẩm "Ước vọng tương phùng" với nghệ danh Bảo Thu mượn tên của các cô bạn gái Bích Bảo, Thanh Thu ở Đà Lạt và Xuân Thu ở Sài Gòn ghép lại. Tác phẩm về sau nhận được giải thưởng của Đài phát thanh Sài Gòn. Một năm sau, ông cho ra đời nhạc phẩm "Giọng ca dĩ vãng", bắt nguồn từ chuyện tình buồn với cô học trò kém ông 6 tuổi. Cũng lấy cảm hứng từ người học trò được mệnh danh "Tiếng hát học trò" này, ông đã sáng tác nhạc phẩm "Tôi yêu tiếng hát học trò" và "Vọng về tim" nhưng không nổi tiếng bằng.
Năm 1966, ông được mời phụ trách chương trình "Tiếng "K" Thời Đại", chương trình ca vũ nhạc, ảo thuật xiếc, độc tấu đầu tiên của Đài truyền hình Việt Nam.
Năm 1967, ông tự xuất bản nhạc phẩm "Giọng ca dĩ vãng", do hãng đĩa Sơn Ca của nhạc sĩ Nguyễn Văn Đông thu âm và ca sĩ Giao Linh trình bày. Nhạc phẩm nhanh chóng trở nên nổi tiếng, với số lượng bán 500.000 bản. Nhạc phẩm sau đó cũng được trình bày bởi nhiều ca sĩ tài danh bấy giờ như Thanh Tuyền, Thái Châu... dù có nhiều ca từ hát sai do với nguyên bản.. Ảnh hưởng của nhạc phẩm này không chỉ đem cho tác giả nguồn tài chính dồi dào thời bấy giờ, mà còn làm đổi tên chương trình "Tiếng K thời đại" thành chương trình "Tiếng hát 20", rồi "Chương trình Bảo Thu". Ông cũng được mệnh danh là "Ông hoàng bồ câu" với những tiết mục ảo thuật độc đáo với chim bồ câu được thu và phát trên làn sóng truyền hình nhiều lần thời bấy giờ.
Năm 1969, ông được tổ chức International Brotherhook of Magicians IBM (Kenton Chio - USA) chính thức công nhận là Ảo thuật gia Quốc tế. Năm 1971, ông thực hiện chuyến lưu diễn qua một số nước châu Âu như Pháp, Ý, Bỉ... Thời gian này, ông dừng chân tại Hà Lan để học thêm về múa và kịch nói.
Sau năm 1975, ông tiếp tục được chính quyền mới mời phụ trách Chương trình Bảo Thu, ca vũ nhạc ảo thuật xiếc biểu diễn tại các rạp trong TP.HCM. Năm 1978, Chương trình Bảo Thu kết hợp với Đoàn xiếc Độc lập thành đoàn Hương Miền Nam, chuyên biểu diễn tạp kỹ ca nhạc ảo thuật xiếc cho đến năm 1979. Ông cũng được mời làm Giám khảo Liên hoan Ảo thuật phía Nam, do Sở VHTT TP.HCM tổ chức tại rạp hát Long Phụng, đường Lý Tự Trọng, Q1-TP.HCM; Giám khảo Liên hoan Ảo thuật Toàn Quốc lần thứ 1, do Liên chi hội Ảo thuật xiếc VN, tổ chức tại nhà bạt Liên đoàn xiếc VN tại thủ đô Hà Nội.
Trong lĩnh vực âm nhạc, ông vẫn tiếp tục sáng tác, nổi bật với ca khúc Hát cho những người phía trước, sáng tác trong dịp đi phục vụ biên giới Tây Nam, được bằng khen của Quân khu 7.
Hiện nay, ông sống cùng gia đình tại Thành phố Hồ Chí Minh. Công việc hiện tại là làm giám khảo các hội thi ảo thuật, đạo diễn-dàn dựng-biên tập các chương trình tạp kỹ, làm quảng cáo cho các cơ sở thương mại...

## Sáng tác
- Anh đâu rồi
- Bài ca dâng thượng đế (Bảo Thu - Mặc Thế Nhân)
- Biết thương ai (Trần Anh Mai)
- Cánh thư chiến tuyến (Bảo Thu - Xuân Cúc)
- Cho tôi được một lần
- Chuỗi ngày yêu nhau (Trần Anh Mai)
- Còn bên nhau đêm nay
- Đừng hỏi vì sao tôi buồn
- Giã từ cuộc vui
- Giọng ca dĩ vãng
- Giọng ca dĩ vãng 2
- Giọng ca ngày trước
- Gửi em hương mộng cũ (phổ thơ Tạ Nghi Lễ)
- Hãy cho tôi nhìn
- Hoa không gian[5]
- Hoa hướng dương
- Hoa nhân ái
- Hoa sầu đông
- Hoa tình thương
- Không có anh
- Lính và tình yêu (Bảo Thu - Trần Anh Mai)
- Lệ hoa (Trần Anh Mai)
- Lời chinh nhân (tức Mộng Yến Anh)
- Lời người viễn xứ
- Mai em sang ngang
- Mai vẫn còn xuân
- Mất nhau trong đời
- Mong đợi[6]
- Một lời cho em (Bảo Thu - Mặc Thế Nhân)
- Mùa thương cũ
- Mưa trên sông Rhein
- Nếu xuân này vắng anh
- Ngày anh trở lại nhà (Bảo Thu - Phong Vũ)
- Người hùng không gian
- Nhớ thương Đà Lạt
- Phượng hồng (Trần Anh Mai)
- Tâm tình này cho em (Bảo Thu - Trần Anh Mai)
- Thất tình 1, 2, 3
- Thôi nín đi em (Bảo Thu - Mặc Thế Nhân)
- Thương ca mùa hạ (Thanh Sơn - Bảo Thu)
- Thương về chiến tuyến
- Thương người về chốn xa[7]
- Thu trở lại (Thanh Sơn - Bảo Thu)
- Tiếng đôi mươi
- Tiếng Hát Nào
- Tìm đâu mùa xuân cũ (Bảo Thu - Trần Anh Mai)
- Tình còn đó (Trần Anh Mai)
- Tình mùa đông - nhạc phim cùng tên
- Tôi thương tiếng hát học trò (Trần Anh Mai - Mặc Thế Nhân)
- Trần Thế Vinh - Người hùng cô đơn
- Trắng đêm tâm sự
- Ước vọng tương phùng
- Vọng về tim
- Xóm làng anh (Bảo Thu - Trần Anh Mai)
- Xuân này anh không về (phổ thơ Tạ Nghi Lễ)
- Xuân trong rừng thẳm (Trần Anh Mai)

## Đời tư
Ông lập gia đình với bà Thanh Tâm, một ca sĩ từng được ông đào tạo, nổi tiếng một thời với nghệ danh Song Thanh (hát cặp với ca sĩ Thanh Mai). Hai ông bà có bốn người con, gồm hai người con trai (Nguyễn Trung Minh Khoa, Nguyễn Trung Minh Khuyên) và hai người con gái (Nguyễn Trung Minh Thy, Nguyễn Trung Minh Thơ)